# Mòrsim
Mòrsim (Morsimus, Mórsimos Μόρσιμος) fou un poeta tràgic, fill de Filocles i pare d'Astidames.
A més de poeta era també metge i oftalmòleg, però en aquestes feines tenia poc èxit. Aristòfanes el va ridiculitzar diverses vegades però no queda clar per què. La seva poesia es caracteritza per la seva fredor, segons es diu a Suides.